# 氷のくちびる
「氷のくちびる」（こおりのくちびる）は1977年5月5日に発売された甲斐バンドの7枚目のシングル。

## 概要
オリコン最高69位。
アルバム『この夜にさよなら』の先行シングル。
A面はシングル・バージョン。カップリングはアルバム未収録で、ベスト盤『甲斐バンド・ストーリー』には別ミックスのものが収録されている。

## 収録曲
- 全作詞・作曲：甲斐よしひろ、編曲：青木望

1. 氷のくちびる （Single Version）
2. メモリー・グラス （Single Version）